# Čibača
Čibača är ett samhälle i kommunen Župa dubrovačka i Kroatien. Samhället har 1 953 invånare (2011) och är sett till invånarantalet kommunens största ort.